# Фильм-сказка
Фильм-сказка, или киносказка, — жанр кинематографа, рассчитанный на детское восприятие.
Киносказка была почётным и развитым направлением в советской киноиндустрии.

## История
Впервые фильм-сказка был снят в Великобритании в 1898 году — для экранизации была выбрана сказка «Золушка». Годом позже своя экранизация «Золушки» появилась во Франции.
В России первый фильм-сказка был снят в 1910 году («Русалка»). В 1913 году был снят фильм-сказка «Ночь перед Рождеством», в 1936 году «Сказка о попе и работнике его Балде»
В 1938 году были сняты фильмы «По щучьему веленью» и «Доктор Айболит». После успеха этих картин жанр фильма-сказки стал популярен в СССР. Классическими кино-сказками считаются произведения Александра Птушко и Александра Роу.
Фильмы-сказки снимаются режиссёрами и в настоящее время.